# John Darley
John M. Darley, född 3 april 1938 i Minneapolis, död 31 augusti 2018, var en amerikansk professor inom psykologi vid Princeton University, som främst arbetade med socialpsykologi.
Darley, vars far John G. Darley var psykolog och verksam vid University of Minnesota, tog en bachelorexamen i psykologi vid Swarthmore College och en doktorsexamen vid Harvard University. Han forskade därefter vid New York University i några år, innan han kom till Princeton University där han tillbringade resten av sin karriär.
Darley är mest känd för sina socialpsykologiska teorier, i samarbete med Bibb Latané i Columbia University, om varför personer inte alltid hjälper till vid olika akuta händelser. Både Darleys och Latanés arbete blev kraftigt influerat av mordet på Kitty Genovese där 38 personer tydligt kunde se och uppfatta vad som skedde utan att någon ingrep för att hjälpa till. Detta är känt som åskådareffekten.